# Frank Lamson Scribner
Frank Lamson Scribner (o Frank Lamson-Scribner) (19 de abril de 1851- 27 de febrero de 1938) fue un botánico y fitopatólogo estadounidense.
En 1885, fue el primer científico comisionado por el USDA para estudiar enfermedades de vegetales económicos. Sus avances innovativos fundaron la patología vegetal aplicada en el USDA.
Hizo experiencias favorables al uso del caldo bordelés, dándole al agricultor una moderna herramienta de control químico. Scribner fue botánico y director de la "EEA" de la "Universidad de Tennessee". Fue el primero en publicar un texto abordando las enfermedades vegetales en EE. UU., y describiendo una nueva enfermedad nematoda de la papa.

## Algunas publicaciones
- 1890. Index to grass names. Ed. Soc. Prom. Agr.Sci. 17 pp.

- 1892. Grasses of Tennessee: 2 partes. Ed. Boletín EEA Univ. Tennessee. 141 pp.

- 1893. Southern Botanists. Reimpreso de Torrey Bot. Club, 20 pp.

- 1896. Weeds of Maine: Affording popular descriptions & practical observations in regard to the habits, properties & best methods of extermination, of nearly all the weeds found in the state. Ed. Kennebec journal office. 62 pp.

- 1897. Division of Agrostology. 16 pp.

- 1898. Economic grasses. Bull. 14 (US Division of Agrostology) 85 pp.

- 1900. American Grasses. Boletín USDA División de Agrostología

- 1901. The grasses in Elliott's " Sketch of the botany of South Carolina & Georgia. " Circular USDA División de Agrostología. 12 pp.

- 1904. List of Philippine Agricultural Products and Fiber Plants. Farmers' bull. 5. Ed. Bureau of public print. 47 pp.

## Honores

### Epónimos
Género
- (Poaceae) Scribneria Hack.[1]

Especies (25 registros IPNI)
- (Asteraceae) Erigeron scribneri M.L.Canby ex Rydb.[2]

- (Poaceae) Achnatherum scribneri (Vasey) Barkworth[3]
- La abreviatura «Scribn.» se emplea para indicar a Frank Lamson Scribner como autoridad en la descripción y clasificación científica de los vegetales.[4]